# Fox Life
Fox Life (cách điệu: FOXlife) là kênh giải trí dành cho phụ nữ, được quản lí bởi Fox Broadcasting Company, công ty con của 21st Century Fox. Kênh tập trung vào mảng giải trí, phim truyện, nhất là các chương trình thực tế.STAR World ở Đông Nam Á (trừ Việt Nam) được thay thế bằng Fox Life từ đầu tháng 10/2017 và phiên bản Ấn Độ được thay thế từ Fox Traveller vào năm 2016.
Ngày 1/10/2021, Fox Life dừng phát sóng tại ĐNÁ và Hồng Kông với phim cuối cùng là The Unicorn

## Fox Life HD
Fox Life HD là phiên bản của Fox Life phát sóng HD cao, thuộc sở hữu của Fox Broadcasting Company và Fox International Channels Italy. Chương trình cơ bản của nó bao gồm nhiều bộ phim truyền hình, sitcom và phim ảnh, trong số đó có một số chương trình gốc ở một số vùng, giống như các phiên bản đời sống của Fox trên toàn thế giới.
Kênh đã trở nên sôi động trên SKY Italia vào năm 2011. Ngày 15 tháng 10 năm 2009, Fox Life HD bắt đầu phát ở Bồ Đào Nha, đầu tiên trên Zon TV Cabo và sau đó là Vodafone Casa TV và Optimus Clix. Kể từ tháng 5 năm 2010, kênh này nằm trên nền tảng kỹ thuật số truyền hình trả tiền của Ba Lan (Ba Lan).
Fox Life HD đã được phát hành tại Ấn Độ vào ngày 15 tháng 6 năm 2014, thay thế Fox Traveler HD và ở Nam Phi vào Thứ Hai, 3 tháng 10 năm 2016.

## Logos

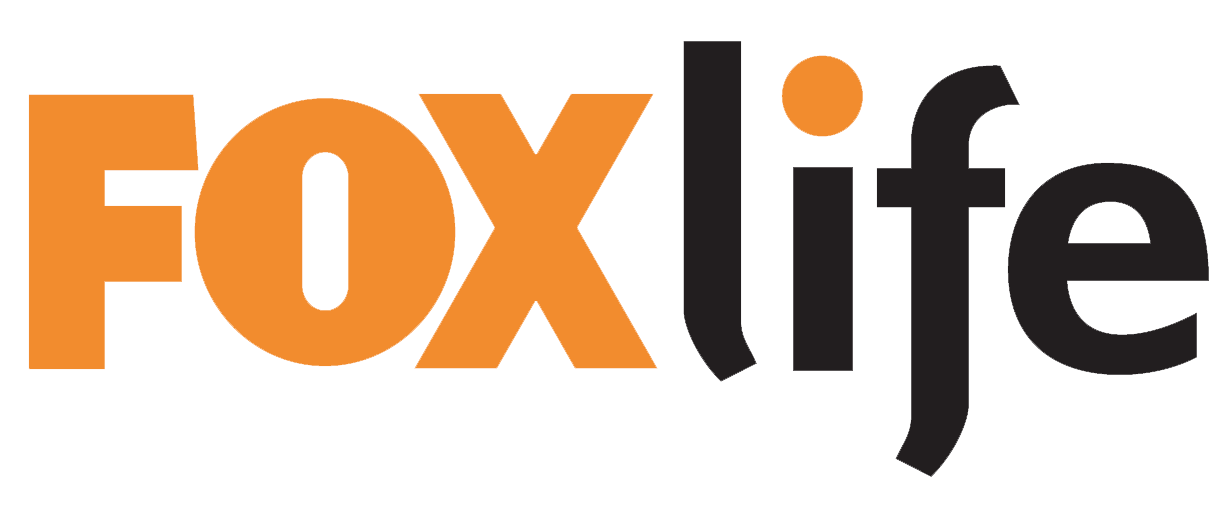
Logo từ 2002-2010
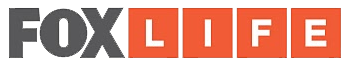
Logo từ 2010-2013
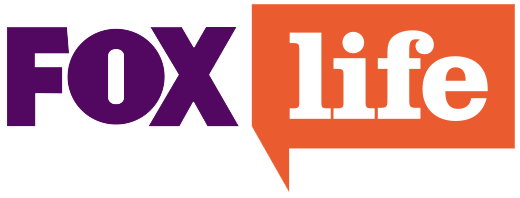
Logo từ 2013-2017, còn sử dụng ở Ấn Độ
Logo từ 2017- nay sau khi STAR World kết thúc ở Đông Nam Á